# Huis Hengelo
Huis Hengelo, historiserend ook wel Huys Hengelo genoemd, was een havezate gelegen in de buurschap Woolde in het richterambt Delden, thans de gemeente Hengelo. Bij de havezate ontstond de plaats Hengelo die naar de havezate is vernoemd.

## Oudste geschiedenis
Het Huis Hengelo ontstond uit de Hof Hengelo. In 1266 was het huis in bezit van de heren van Saterslo; later kwam deze - rond 1380 - in bezit van Egbert Hako van den Rutenberg, die ook eigenaar was van het kasteel Rutenberg bij Dalfsen.
Door het huwelijk van Adriana van den Rutenberg (-1513) met Johan II van Twickelo (-1506) kwam de Hof Hengelo in handen van de familie Van Twickelo. Na het overlijden van Johan en Adriana vererfde de Hof Hengelo op een jongere zoon van het echtpaar, ridder Frederik van Twickelo (-1545). Frederik van Twickelo verving het oude spieker door een kasteel in vroeg-renaissancestijl en ging er zelf wonen. Na zijn overlijden werd Frederik bijgezet in de kapel van het Huis Hengelo. In de Tachtigjarige Oorlog (1568-1648) stond het aan de Spaanse kant. 
In 1615 werd Huis Hengelo door Frederiks gelijknamige kleinzoon verkocht aan Unico baron Ripperda, heer van Boxbergen en Boekelo, waarna het kasteel enige tijd in het bezit bleef van het geslacht Ripperda. Unico Ripperda liet het kasteel grotendeels vernieuwen of uitbreiden. In 1619 was er een brand waarbij het houtwerk verloren ging. Hierop werd het huis herbouwd. Een van de schoorsteenmantels die toen zijn aangebracht is bewaard gebleven. Na Unico volgden zijn zoon Willem Ripperda en zijn kleinzoon Unico Ripperda. Unico was tot 1623 drost en overleed in 1625. Willem Ripperda nam als afgezant deel aan de Westfaalse vredesonderhandelingen en was mede-ondertekenaar van de Vrede van Münster (1648). Doordat zijn zoon Unico in 1678 kinderloos overleed werd diens neef Borchard Amelis van Coeverden tot Stoevelaar erfgenaam van de boedel die zwaar met schulden belast was.

## Achttiende eeuw
Door erfenis kwam Huis Hengelo in 1711 aan Georg Borchard Unico van Keppel tot Odink, die hoofdzakelijk op huis Odink bij Winterswijk woonde. Na zijn overlijden in 1756 kwam Huis Hengelo aan de families van zijn beide zusters: de De Mahony's van Hof te Boekelo en de Mulerts van Backenhagen. In 1792 werd Coenraad Willem van Mulert met de hele havezate beleend na de andere helft door erfenis van de Mahony's te hebben verkregen. Hij overleed in 1801.

## Negentiende eeuw tot heden

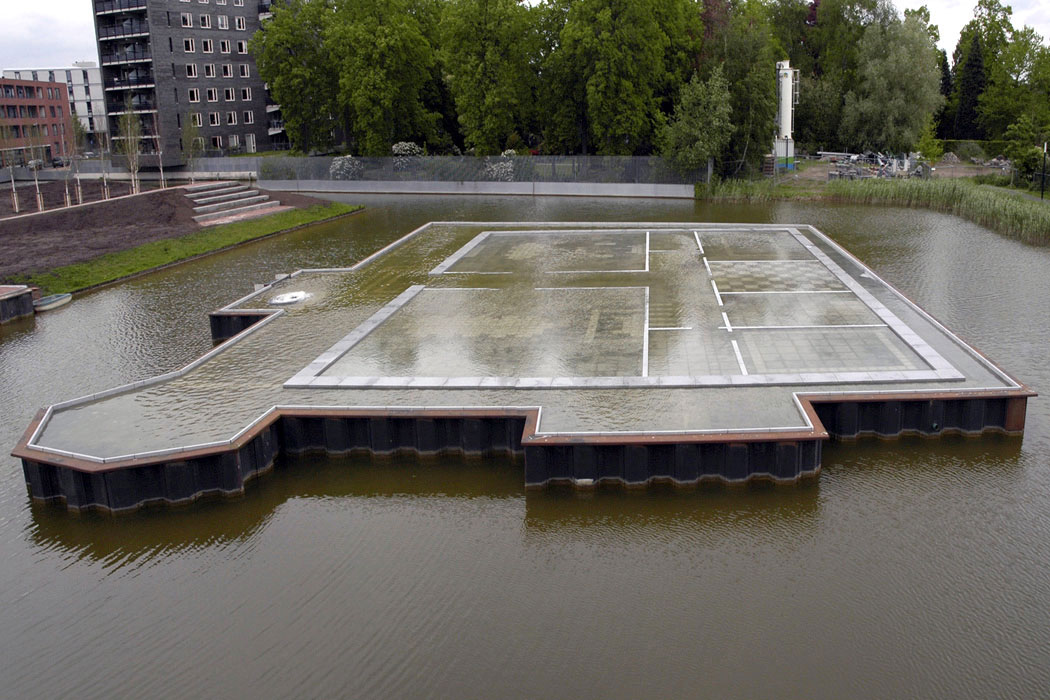
Kunstwerk Watereiland Huys Hengelo (2012)

Coenraad Willems jongste zoon Adolf August Frederik (1799-1832) erfde vervolgens Huis Hengelo. In 1821 liet hij Huis Hengelo voor afbraak verkopen. Na de sloop van de kapel in de negentiende eeuw werd zijn renaissance-epitaaf verplaatst naar de Oude Kerk te Delden. De oude vroeg-zeventiende-eeuwse zandstenen toegangspoort verhuisde toen naar hotel De Klomp in Enschede.In 1902 werd de poort overgebracht naar Het Stroot, een landgoed in de buurtschap Twekkelo in de gemeente Enschede. 
De landerijen van de havezate werden in 1830 geveild. De huisplaats kwam in handen van Adam ten Cate en later de gebroeders Godfried en Hein Salomonson, fabrikanten uit Almelo. Hun erven verkochten het in 1915 aan de N.V. Hengelosche Electrische en Mechanische Apparaten Fabriek. Deze dempte de grachten en gebruikte het als fabrieksterrein. In de jaren 1990 werd de fabriek gesloopt en de oude havezate opgegraven, waarbij veel bouwfragmenten tevoorschijn kwamen. De begraafplaats ontstaan rond de oude, middeleeuwse hofkapel is intact gebleven.
Eind 2011 heeft kunstenaar Jeroen Hoogstraten boven op het eiland waarop het Huys heeft gestaan het kunstwerk Watereiland Huys Hengelo aangebracht. Dit bestaat uit een natuurstenen reliëf waarop water wordt gepompt. Als het water weer zakt komen achtereenvolgend, de buitenmuren, de binnenmuren en als laatste de vloeren van het voormalige Huys uit het zakkende water tevoorschijn.